# Мартореле (Рим)
Мартореле је насеље у Италији у округу Рим, региону Лацио.
Према процени из 2011. у насељу је живело 78 становника. Насеље се налази на надморској висини од 352 м.